# A Dominikai Közösség a 2014. évi téli olimpiai játékokon
A Dominikai Közösség az oroszországi Szocsiban megrendezett 2014. évi téli olimpiai játékok egyik részt vevő nemzete volt. Az országot az olimpián 1 sportágban 2 sportoló képviselte, akik érmet nem szereztek. A Dominikai Közösség először vett részt a téli olimpiai játékokon.

## Sífutás
Férfi
| Versenyző         | Versenyszám | Eredmény      | Helyezés      |
| ----------------- | ----------- | ------------- | ------------- |
| Gary di Silvestri | 15 km       | nem ért célba | nem ért célba |

Női
| Versenyző             | Versenyszám | Eredmény   | Helyezés   |
| --------------------- | ----------- | ---------- | ---------- |
| Angelica di Silvestri | 10 km       | nem indult | nem indult |